# Daihachi Yoshida
Daihachi Yoshida (吉田大八?, Yoshida Daihachi; 2 ottobre 1963) è un regista e sceneggiatore giapponese.

## Biografia
Subito dopo la laurea trovò impiego in una casa di produzione specializzata in spot pubblicitari, per la quale lavorò vent'anni come regista. La sua prima esperienza in qualità di regista e sceneggiatore cinematografico risale al 2006, nel film collettivo So-Run Movie, mentre nel 2007 vinse il premio come miglior regista emergente al 29º Yokohama Film Festival con la pellicola Funuke domo, kanashimi no ai wo misero. Nel 2013 vinse l'Award of the Japanese Academy al miglior regista per il film The Kirishima Thing.

## Filmografia
- So-Run Movie (2006)
- Funuke domo, kanashimi no ai wo misero (腑抜けども、悲しみの愛を見せろ?) (2007)
- Kuhio taisa (クヒオ大佐?) (2009)
- Permanent nobara (パーマネント野ばら?, Pānamento nobara) (2010)
- The Kirishima Thing (桐島、部活やめるってよ?, Kirishima, bukatsu yamerutte yo) (2013)
- Kami no tsuki (紙の月?) (2014)
- Utsukushii hoshi (美しい星?) (2017)
- Hitsuji no ki (羊の木?) (2018)
- Damashi-e no kiba (騙し絵の牙?) (2020)